# Murgaš
Murgaš (izvirno srbsko Мургаш) je naselje v Srbiji, ki upravno spada pod Občino Ub; slednja pa je del Kolubarskega upravnega okraja.

## Demografija
V naselju živi 445 polnoletnih prebivalcev, pri čemer je njihova povprečna starost 41,0 let (41,5 pri moških in 40,5 pri ženskah). Naselje ima 158 gospodinjstev, pri čemer je povprečno število članov na gospodinjstvo 3,54.
To naselje je, glede na rezultate popisa iz leta 2002, večinoma srbsko, a v času zadnjih treh popisov je opazno zmanjšanje števila prebivalcev.
|  |

| Demografija | Demografija     | Demografija     |
| Leto        | Št. prebivalcev | Št. prebivalcev |
| ----------- | --------------- | --------------- |
|             |                 |                 |
|             |                 |                 |
|             |                 |                 |
|             |                 |                 |
| 1948        | 590             |                 |
| 1953        | 571             |                 |
| 1961        | 571             |                 |
| 1971        | 580             |                 |
| 1981        | 574             |                 |
| 1991        | 565             | 564             |
| 2002        | 563             | 559             |
|             |                 |                 |

| Etnična sestava po popisu iz leta 2002 | Etnična sestava po popisu iz leta 2002 | Etnična sestava po popisu iz leta 2002 | Etnična sestava po popisu iz leta 2002 | Etnična sestava po popisu iz leta 2002 |
| -------------------------------------- | -------------------------------------- | -------------------------------------- | -------------------------------------- | -------------------------------------- |
| Srbi                                   | Srbi                                   |                                        | 548                                    | 98,03%                                 |
| Črnogorci                              | Črnogorci                              |                                        | 4                                      | 0,71%                                  |
| Bolgari                                | Bolgari                                |                                        | 1                                      | 0,17%                                  |
| Neznano                                | Neznano                                |                                        | 6                                      | 1,07%                                  |